# Шварцер, Алиса
Алиса Софи Шварцер (нем. Alice Sophie Schwarzer; род. 3 декабря 1942[…], Вупперталь, Рейнская провинция) — немецкая журналистка и публицистка, активистка феминистского движения и открытая лесбиянка. Основательница журнала EMMA, бывшая колумнистка таблоида Bild.

## Биография
Алиса Софи Шварцер родилась в 1942 году в семье 22-летней матери-одиночки. Алиса росла с бабушкой и дедушкой по материнской линии в Вуппертале. Они были противниками нацизма. Во время Второй мировой войны Алису эвакуировали в Баварию.
Шварцер училась во Франции, с 1969 года работала журналисткой. В то же время она изучала психологию и социологию. Среди её преподавателей был Мишель Фуко. Тогда же Шварцер познакомилась с Жан-Полем Сартром и Даниэлем Кон-Бендитом. Она была одной из основательниц феминистского движения в Париже, а позже и в Германии.
В апреле 1971 года Шварцер присоединилась к кампании по легализации абортов во Франции. В рамках кампании Шварцер вместе с Симоной де Бовуар, Жанной Моро, Катрин Денев и 340 другими француженками публично заявила, что перенесла криминальный аборт. В июне аналогичная кампания прошла в Германии. Шварцер, Сента Бергер, Роми Шнайдер и ещё 374 немок рассказали о совершении абортов. Позднее однако Шварцер призналась, что никогда не делала абортов. Шварцер назвала кампанию «Женщины против § 218» (нем. Frauen gegen den § 218) по имени статьи 218 Уголовного кодекса ФРГ, запрещавшей аборты. Осенью 1971 года Шварцер выпустила одноимённую книгу. Аборты были легализованы в ФРГ в 1975 году.
Шварцер также боролась с законом, который запрещал замужним женщинам устраиваться на работу без согласия мужа, изнасилованиями в браке и неравной оплатой труда. Она стала центральной активисткой феминизма в Германии, её имя упоминается в немецких учебниках современной истории. В 1996 году Шварцер была удостоена высшей государственной награды ордена «За заслуги перед Федеративной Республикой Германия». В 2004 году она стала офицером Ордена Почётного легиона.
В 1977 году Шварцер основала феминистский журнал EMMA. С 1992 по 1993 год она вела телешоу Zeil um Zehn на телеканале Hessischer Rundfunk. Она опубликовала ряд книг, в том числе биографии Петры Келли, Марион Дёнгоф и Роми Шнайдер. В 2011 году Шварцер опубликовала автобиографию Lebenslauf.
В 2003 году телекомпания ZDF выпустила телепроект «Наши лучшие», в рамках которого немцам предлагалось выбрать величайших соотечественников. Шварцер заняла 23 место и первое место среди ныне живущих. Сама она представляла кандидатуру Ганса и Софи Шолль, которые заняли 4 место.
Алиса Шварцер поддерживала криминализацию проституции. Она также выступала против исламизма и ношения хиджаба. Шварцер подчёркивала подчинённое положение женщины в исламе. Она также поднимала проблему насилия над женщинами в исламской культуре в контексте новогодних нападений на женщин в Кёльне в 2016 году.
В 2016 году Шварцер была признана виновной в неуплате налогов суммой примерно 4 миллиона евро и приговорена к штрафу. В июне 2018 года Шварцер вступила в брак с фотографом Беттиной Флитнер.
В апреле 2022 года журналиста Алиса Шварцер стала автором открытого письма подписанного более чем 500000 граждан ФРГ, в том числе  с множеством немецких деятелей культуры, которое направила канцлеру Германии Олафу Шольцу с призывом отказаться от отправки военной техники Украине и содействовать мирным переговорам
В 2021 году Шварцер призвала отменить Международный женский день 8 марта, назвав его «социалистическим изобретением» и «символической лестью». Этот день памяти она объяснила «забастовкой текстильщиков, которая не имеет исторических подтверждений».